# França 4–1 Kuwait (Copa do Mundo de 1982)
A partida entre as seleções de França e Kuwait foi disputada no dia 21 de junho de 1982, no Estádio José Zorrilla, em Valladolid, na Espanha, e valeu pela primeira fase do Grupo 4 da Copa de 1982.
Este jogo foi marcado pela invasão do sheik Fahad Al-Sabah, irmão do emir do Kuwait e presidente do Comitê Olímpico de seu país, que reclamou de um impedimento no gol de Alain Giresse, que seria o quarto dos Bleus, ao árbitro soviético Myroslav Stupar.

## Cenário Pré-Jogo
Depois da derrota por 3 a 1 contra a Inglaterra, os franceses encararam o Kuwait, estreante em Copas e treinado pelo brasileiro Carlos Alberto Parreira, que viria a conquistar o tetracampeonato com a Seleção Brasileira em 1994. Em seu primeiro jogo na competição, o selecionado do Oriente Médio empatou com a Tchecoslováquia por 1 a 1 - Antonín Panenka, de pênalti, abriu o placar, enquanto Faisal Al-Dakhil empatou.

## A partida
Aos 30 minutos do primeiro tempo, a França saiu na frente com um gol de falta de Bernard Genghini, no angulo de Ahmed Al-Tarabilsi. Michel Platini e Didier Six ampliaram a vantagem dos gauleses, aos 43 e 48 minutos do primeiro tempo, respectivamente.
No segundo tempo, o lance que entrou para o folclore das Copas: aos 32 minutos, Alain Giresse fez o quarto gol, e em seguida os jogadores do Kuwait cercaram o árbitro soviético Myroslav Stupar, reclamando de uma irregularidade na jogada ao ouvirem um apito na arquibancada. Nos camarotes do estádio José Zorrilla, o sheik Fahad Al-Sabah faz gestos para os atletas, pedindo para que deixassem o gramado. Pouco depois, vaj em direção a Stupar, pressionando-o a invalidar o gol. Depois que o sheik volta ao seu lugar nos camarotes, o árbitro anula o gol, deixando o técnico francês, Michel Hidalgo, irritado. Jogadores das 2 equipes chegaram a iniciar uma briga, rapidamente controlada.
Abdullah Al-Buloushi descontou para o Kuwait, aproveitando uma cobrança de falta ensaiada aos 35 minutos, e Maxime Bossis, aos 44, fez o quarto gol - este, no entanto, válido.

## Detalhes
| 21 de junho de 1982 | França                                            | 4–1       | Kuwait          | Estádio José Zorrilla, Valladolid        |
| 17:15 CEST          | Genghini 31' · Platini 43' · Six 48' · Bossis 89' | Relatório | Al-Buloushi 75' | Público: 30,043 Árbitro: Myroslav Stupar |

| França | Kuwait |

| GK             | 22 | Ettori      |
| DF             | 2  | Amoros 68'  |
| DF             | 8  | Trésor      |
| DF             | 5  | Janvion 59' |
| DF             | 4  | Bossis      |
| MF             | 9  | Genghini    |
| MF             | 10 | Platini 81' |
| MF             | 12 | Giresse     |
| FW             | 20 | Soler       |
| FW             | 17 | Lacombe     |
| FW             | 19 | Six         |
| Substitutos:   |    |             |
| DF             | 6  | Lopez 59'   |
| MF             | 11 | Girard 81'  |
| MF             | 15 | Bellone     |
| FW             | 16 | Couriol     |
| GK             | 21 | Castaneda   |
| Técnico:       |    |             |
| Michel Hidalgo |    |             |

| GK                      | 1  | Al-Tarabilsi    |
| DF                      | 2  | Saad            |
| DF                      | 14 | Mayouf          |
| DF                      | 3  | Juma'a          |
| DF                      | 5  | Al-Jasem 78'    |
| MF                      | 6  | Al-Houti        |
| MF                      | 8  | Al-Buloushi     |
| MF                      | 18 | Karam 46'       |
| FW                      | 10 | Al-Anberi 30'   |
| FW                      | 9  | Yacob           |
| FW                      | 16 | Al-Dakhil       |
| Substitutos:            |    |                 |
| DF                      | 4  | Al-Qabendi      |
| FW                      | 7  | Kamel 85' 46'   |
| MF                      | 12 | Al-Suwayed      |
| DF                      | 17 | Al-Shemmari 78' |
| GK                      | 21 | Marjam          |
| Técnico:                |    |                 |
| Carlos Alberto Parreira |    |                 |

| Assistentes: Erik Fredriksson Damir Matovinovic |